# Xylopia uniflora
Xylopia uniflora este o specie de plante angiosperme din genul Xylopia, familia Annonaceae, descrisă de Robert Elias Fries. Conform Catalogue of Life specia Xylopia uniflora nu are subspecii cunoscute.